# Route nationale 21b
Die Route nationale 21B, kurz N 21B oder RN 21B, war eine französische Nationalstraße innerhalb von Lourdes.
Die Straße wurde 1875 als Verbindung von der Nationalstraße 21 zu der Grotte und der Basilika festgelegt. Sie dürfte damals wohl als Nummer 21bis getragen haben, da dies vor 1933 üblich war und es zu diesem Zeitpunkt keine N 21A gab. Nachdem 1858 in der Grotte eine Quelle entdeckt wurde, die im Zusammenhang mit Visionen eines Mädchens aus der Gegend entstanden war und die Visionen von der katholischen Kirche als göttliches Ereignis eingestuft wurde, entstand in den Jahren danach eine umfangreiche kirchliche Infrastruktur zu der seitdem gepilgert wird. In diesem Zusammenhang war die Aufwertung vonnöten. 1968 wurde dann die nördliche Einfallsstraße der N 21 als N 21B bezeichnet, da diese auf die Ostumgehung verlegt wurde. 1973 erfolgte dann die Abstufung der Straße.